# Culture Club
I Culture Club sono un gruppo musicale synth pop Inglesi formatosi in Covent Garden (Londra) nel 1981.
La formazione storica del gruppo è composta da Boy George (voce), Roy Hay (chitarre e tastiere), Michael Emile 'Mikey' Craig (basso) e Jon Moss (batteria e percussioni). Soprattutto nel periodo iniziale, sia in studio che dal vivo, si aggiungeva Helen Terry (voce femminile), quinto membro la cui appartenenza ufficiale al gruppo è stata spesso discussa, con opinioni discordanti. Si sciolsero una prima volta nel 1986, per dare spazio alla carriera solista del cantante Boy George. Per celebrare i venti anni di carriera si riunirono nel periodo 1998-2002. Nel periodo della riunione il quinto membro aggiunto è rappresentato invece da John Themis (chitarre), uno dei collaboratori più assidui di Boy George come solista.
Hanno pubblicato singoli di grande successo come Do You Really Want to Hurt Me (1982), Time (Clock of the Heart) (1982), I'll Tumble 4 Ya (1982), Church of the Poison Mind (1983), Karma Chameleon (1983), Victims (1983), Miss Me Blind (1984), It's a Miracle (1984), The War Song (1984), Mistake No. 3 (1984), Move Away (1986).
Fautori del genere synthpop, effettuarono numerose incursioni nel reggae ed ebbero una spiccata propensione per il sottogenere della ballad. Sono considerati uno dei più rappresentativi e influenti gruppi degli anni ottanta. Nella loro carriera hanno venduto in tutto più di 50 milioni di dischi. Inoltre i Culture Club, sono considerati come uno dei gruppi più sottovalutati della storia. Nonostante la loro breve carriera, (contando anche la riunione) hanno avuto molto successo, anche se il loro valore non è stato molto riconosciuto dalle persone o dal mondo della musica in generale. Nel 2007 stavano per essere introdotti nella Rock and Roll Hall of Fame, ma per i soliti problemi di droga del cantante George l'introduzione è stata annullata, e rimandata in futuro.
Famosi negli anni ottanta, in particolare per le due Numero 1 internazionali che nella classifica delle 100 migliori canzoni Pop britanniche degli anni ottanta sulla rivista Absolute 80's MTV risultano Do You Really Want to Hurt Me (al 1º posto) e Karma Chameleon (al 2º posto). Il loro migliore album Colour by Numbers è stato citato nella lista dei 100 migliori album degli anni 80 (al 96º posto). Un altro loro album con un discreto successo è stato Waking Up with the House on Fire, è stato citato dalla rivista "NME", nella classifica dei 100 migliori album New Romantic della storia (al 20º posto). Nel 1984 i Culture Club vinsero il Brit Award, come miglior gruppo britannico e il Grammy Awars come i migliori nuovi artisti. Nel 1983, vinsero il premio come miglior canzone dell'anno, ovvero Karma Chameleon. Nel 1985 il cantante del gruppo Boy George ottenne un Grammy per essere stato "Artista dell'anno 1984". Dieci dei loro singoli hanno raggiunto la Top 40 negli Stati Uniti, dove si sono associati con la Second British Invasion dei gruppi New Wave britannici. I Culture Club furono il primo gruppo, dopo i leggendari Beatles, ad avere 4 singoli in classifica tutti tratti dall'album di debutto. Ovvero White Boy, Do You Really Want to Hurt Me, I'll Tumble For Ya e Time (Clock of the Heart). Sono riconosciuti come uno dei migliori gruppi New Romantic, per l'appunto risultano 3° nella classifica dei 100 migliori band/artisti New Romantic. Vengono riportati 27° nella classifica delle migliori rock band elettroniche, e 16° come migliori artisti Pop band.
Questa è una delle citazioni più famose del leader Boy George riguardo al gruppo: "Non è stato il mio make-up, la nostra personalità, le nostre canzoni o gli Awards che abbiamo vinto. Bensì le nostre imperfezioni ci hanno reso popolari e quello che siamo ora."

## Storia

### Gli inizi (1981)
Prima della formazione dei Culture Club, George aveva cantato per breve tempo con il gruppo britannico dei Bow Wow Wow, con lo pseudonimo di Lieutenant Lush ('Tenente Lussurioso'), diventando piuttosto popolare sotto questo nome. Questo aveva causato malumori con l'intero gruppo, soprattutto con la cantante principale, Annabella Lwin.
Dopo questa esperienza, conclusasi con il suo licenziamento ad opera del manager della band, Malcolm McLaren, che rivelerà poi che L'inserimento di George non aveva altro scopo che quello di scuotere la Lwin. L'anglo-irlandese George O'Dowd, ribattezzatosi Boy George, decise di avviare un suo proprio gruppo. Il nome definitivo, Culture Club, suggerito dalle diverse origini dei quattro membri storici, rimpiazzò, su suggerimento di Moss, l'iniziale Sex Gang Children, poi ceduto a un'altra formazione. Il bassista giamaicano Mickey Craig si era unito a George, colpito dalla sua immagine stravagante dopo averlo visto sulla copertina di una rivista di moda. Insieme arruolarono poi il batterista e percussionista anglo-ebreo Jon Moss e infine il chitarrista e tastierista anglo-sassone Roy Hay (quest'ultimo, in sostituzione del primo chitarrista, Suede, che ancora compare nelle primissime foto pubblicitarie del gruppo).
La band incise alcuni demo, finanziati dalla casa discografica EMI, che però non ne rimase molto soddisfatta e non propose alcun ingaggio. A mettere sotto contratto la band in Gran Bretagna fu poco dopo un'etichetta della EMI, la Virgin, la quale, all'epoca assente dal mercato statunitense, li affidò a un'altra etichetta, la Epic, attiva negli Stati Uniti.

### Il primo album (1982-1983)
Dal primo album dei Culture Club, Kissing to Be Clever del 1982, fu estratto il primo singolo, White Boy. Intelligente brano pop, basato su un ritmo altamente percussivo, dai richiami tribali, il 45 giri non riuscì comunque a raggiungere le posizioni più alte delle classifiche, fermandosi al Numero 110 in Gran Bretagna. George rimase tuttavia contento del fatto che "5000 persone avevano comprato la mia canzone senza neanche conoscermi". Anche il singolo successivo, I'm Afraid of Me, dal sound caraibico e un testo definito, nel migliore dei casi, al limite della paranoia, non riuscì a decollare, raggiungendo appena il Numero 100 nel Regno Unito e fallendo anche sulle emittenti radiofoniche.
A questo punto, i Culture Club avevano già costruito una solida base di fans e sui muri di Londra comparivano sempre più spesso graffiti che inneggiavano al gruppo (tra i più celebri, la scritta che recita «Culture Club rule OK», che significa qualcosa come 'I Culture Club hanno le carte in regola'); tutto ciò di cui avevano bisogno era il disco giusto. Il terzo singolo, Do You Really Want to Hurt Me, brano con influenze reggae, scalò tutte le classifiche della BBC verso la fine del 1982 e diventò, sùbito dopo l'uscita sul mercato, un enorme successo internazionale, raggiungendo la prima posizione in una dozzina di paesi, tra cui il Regno Unito, e il Numero 2 negli Stati Uniti.
Il singolo seguente, Time (Clock of the Heart) (realizzato appositamente e assente dall'edizione britannica del long playing), caratterizzato dalla voce calda di George, inserita su un groove R&B, rappresentò una vera e propria svolta soul, fortemente voluta e ispirata da Roy Hay, e divenne un grande successo negli USA (Numero 2) e nel Regno Unito (Numero 3), mentre I'll Tumble 4 Ya, di nuovo da Kissing to Be Clever, raggiunse, in una versione più lunga e remixata, la Top Ten in America, senza però uscire in Gran Bretagna. Grazie a quest'ultimo singolo statunitense, i Culture Club furono il primo gruppo, dopo i leggendari Beatles, ad avere 4 singoli in classifica tutti tratti dall'album di debutto (come accennato, l'edizione USA di Kissing to Be Clever conteneva anche "Time (Clock of the Heart)", recentemente aggiunta anche nella ristampa internazionale del 33 giri, rimasterizzato in CD, nel 2003).
L'album d'esordio vendette 2 milioni di copie al momento della pubblicazione. Unico nel suo modo eccentrico di vestirsi e per il look androgino (anche se, secondo molti, sia il look che lo stile di Boy George sarebbero stati presi da Pete Burns dei Dead or Alive, che avrebbe preceduto Boy George di alcuni anni, ma i due non hanno mai smesso di discutere in proposito, con Pete Burns che affermerebbe che non sarebbe importante chi ha indossato cosa per primo, ma chi è stato visto per primo indossare cosa), Boy George divenne una celebrità di livello mondiale e uno dei preferiti dell'allora nascente network musicale MTV.

### Il secondo e il terzo album (1983-1984)
Anche il loro secondo album, Colour by Numbers del 1983, ebbe un ottimo esito commerciale. Il primo singolo, Church of the Poison Mind, che anticipava il 33 giri di diversi mesi e vedeva la partecipazione vocale a tutto campo di Helen Terry (presente anche nel relativo videoclip, la Terry era anche la corista di "Do You Really Want to Hurt Me"), raggiunse il Numero 2 nel Regno Unito e la Top Ten negli Stati Uniti. Il secondo singolo, Karma Chameleon, regalò al gruppo la sua seconda Numero Uno nel Regno Unito e la prima negli Stati Uniti, ottenendo un successo internazionale di proporzioni gigantesche e diventando uno dei brani più celebri del decennio. L'album continuò a fornire altri singoli di successo, quali Miss Me Blind (Numero 5 negli Stati Uniti), It's a Miracle (Numero 13 negli USA e Numero 4 nel Regno Unito) e la ballata Victims (Numero 3 nel Regno Unito, nonostante i pochissimi passaggi radio), da molti considerata il capolavoro assoluto del gruppo.
L'album vendette oltre 4 milioni di copie negli USA all'epoca della pubblicazione, per un totale mondiale di 4 900 000 copie, ma all'interno del gruppo ebbero inizio i primi guai. All'insaputa del pubblico, e addirittura di Craig e Hay, gli altri due membri dei Culture Club, George aveva intrapreso una relazione sentimentale con il batterista Jon Moss. Il rapporto, che dura più di quattro anni, era spesso turbolento e la pressione per tenerlo nascosto al pubblico e al resto della band inizia a far sentire il suo peso. In questo periodo, George aveva incominciato a fare uso di droghe (anni dopo, negherà l'esistenza di legami tra questo fatto e la sua relazione con Moss che stava terminando) e il gruppo iniziò a perdere il posto che si era guadagnato in campo musicale.
L'album successivo, Waking Up with the House on Fire del 1984, si rivelò una mezza delusione, ottenendo soltanto il disco d'oro. Incapace di raggiungere il livello di successo conquistato dai due album precedenti, l'LP produsse un solo singolo di grande successo, The War Song (Numero 2 nel Regno Unito), e un moderato successo con il terzo singolo, Mistake No. 3. Accompagnato da un video coloratissimo e per certi versi eccessivo, nonostante la sua indiscutibile bellezza visiva, quest'ultimo brano è una delle ballate più intense dei Culture Club ed è considerato dal collega George Michael come il pezzo migliore di un disco generalmente stroncato dalla critica. Dopo il flop del secondo singolo, The Medal Song, in Gran Bretagna, fu cancellata l'uscita del terzo 45 giri. Pubblicato invece negli USA, in Giappone, in alcuni paesi europei e in altre parti del mondo, Mistake No. 3 andò un po' meglio del precedente, ma nel corso dei due anni successivi il gruppo uscì gradualmente dall'attenzione del pubblico e dei media.

### Il quarto album e il primo scioglimento (1984-1986)
Il quarto album, From Luxury to Heartache del 1986, presentava una produzione musicale diversa e, per certi aspetti, qualitativamente superiore, producendo un singolo di successo, Move Away (Numero 12 negli Stati Uniti e Numero 7 nel Regno Unito), e due flop, God Thank You Woman in UK, che non andò oltre il Top 40, e Gusto Blusto negli USA, il primo singolo dei Culture Club a non riuscire nemmeno ad entrare nella classifica americana. Secondo alcuni, l'insuccesso di quest'ultimo estratto sarebbe dovuto all'assenza di un video promo, ma le violente discussioni tra George e Jon, oltre alla sua dipendenza da eroina, seguita a quella da cocaina, avevano creato troppa tensione nel gruppo, che si sciolse in quello stesso anno, con il tour promozionale appena iniziato. Anche il successivo arresto di George, ad opera della polizia londinese, per possesso di cannabis, creò un frenetico tam-tam nell'ambiente della stampa americana e inglese.
George diede inizio alla sua carriera da solista nel 1987, con l'album Sold e 4 singoli estratti, tra cui la Numero 1 britannica ed europea Everything I Own, risultato da molti considerato come un voto di simpatia popolare, e ottenne poi un successo minore con un brano inserito nella colonna sonora del film Hiding Out, intitolato Live My Life, che raggiunse il Numero 40 negli USA, primo singolo Top 40 nella classifica americana senza i Culture Club. Alla fine, George riuscì a vincere la sua dipendenza dalle droghe, continuando a mietere vari successi in Europa, prima di entrare nella Top 20 americana, nel 1992, con un'altra colonna sonora, il brano The Crying Game, che dava il titolo originale in inglese al film noto in Italia come La moglie del soldato.

### Dopo lo scioglimento del 1986

#### L'autobiografia di Boy George,Take It Like a Man(1995)
George ha affermato, nella sua prima autobiografia, Take It Like a Man del 1995, che le canzoni che scriveva mentre faceva parte dei Culture Club erano tutti messaggi, molto sentiti, diretti a Jon, che, attualmente sposato e con prole, all'epoca non era dichiaratamente gay e aveva anche partner di sesso femminile. Moss si rifiutava di rendere pubblica la relazione tra lui e George, e i testi delle canzoni di quest'ultimo rappresentavano il dolore che provava lo stesso George. Ad esempio il titolo della prima Numero 1 del gruppo, Do You Really Want to Hurt Me significa Vuoi davvero farmi male e l'assenza di un punto interrogativo, che, insieme all'inversione, normalmente interrogativa, dell'ausiliare do e del soggetto, ammette così l'interpretazione affermativa; il terzo verso della prima strofa di "Time (Clock of the Heart)", «This could be the best place yet but you must overcome your fears...», può essere tradotto come 'Questo potrebbe essere ancora il posto migliore, ma devi vincere le tue paure'; infine "Victims", che già dal titolo ('Vittime') si propone, per antonomasia, come brano particolarmente intriso di questo tipo di sofferenza dovuta al silenzio, con il dolore suggerito poi più chiaramente in «We love and we never tell...» ('Amiamo ma non lo riveliamo mai...'). Tutti i membri del gruppo, compreso Moss, non avevano idea che George stesse scrivendo riguardo alla relazione tra lui e Jon.

#### La reunion e il nuovo scioglimento (1998-2002)
Dopo un primo e prematuro tentativo fallito nel 1988, esattamente dieci anni dopo, nel 1998, il gruppo decise di mettere da parte le questioni personali di riunirsi per una tournée. Incominciata con una performance di riunione per VH1 Storytellers, il tour riscosse un enorme successo, tanto da portare, in quello stesso anno, alla pubblicazione di un doppio album, intitolato appunto Greatest Moments - VH1 Storytellers Live, contenente un CD di grandi successi di studio di Boy George, Jesus Loves You e Culture Club, e un altro, a tiratura limitata, ma di fatto ampiamente disponibile, per alcuni anni, con la registrazione del concerto della reunion.
L'anno dopo, i Culture Club registrarono un nuovo album, il quinto della loro discografia, intitolato Don't Mind If I Do. Mai pubblicato negli Stati Uniti, il primo singolo, I Just Wanna Be Loved (Numero 4 nel Regno Unito), era già stato incluso sia nella compilation dal vivo incentrata sulla performance di VH1 Storytellers Live che nella raccolta di successi di studio del gruppo e di Boy George da solista, intitolata Greatest Moments e precedente il nuovo album di inediti. Mentre il secondo singolo, "Your Kisses Are Charity" fu un successo minore, il terzo e ultimo estratto, il doppio lato A costituito dalla ballata inedita Cold Shoulder e dalla cover di un classico di David Bowie, Starman, proposta con grandissimo successo durante il tour del gruppo, fu invece un fallimento totale e, nonostante l'inserimento sul CD singolo della bonus track Your Kisses Are Charity, nella versione eseguita con la leggenda del country Dolly Parton (coerentemente designata come «Dolly Version»), "Cold Shoulder"/"Starman" rappresenta il flop più rovinoso nella storia dei Culture Club. Il lungo tour dei Culture Club continuerà ancora per alcuni anni, culminando nel 2002, in un concerto, tenutosi alla Royal Albert Hall, a celebrazione del 20º anniversario, ripreso in video e pubblicato in DVD l'anno seguente. Al termine di questo periodo, i Culture Club si fermano di nuovo, in gran parte a causa di Boy George, maggiormente concentrato sulla sua carriera di successo come DJ.

### Ancora scioglimenti, riunioni e nuovo album (2003-2018)
Tra 2002 e 2003, gran parte del repertorio storico dei Culture Club viene rimasterizzato. I primi 3 album vengono ristampati con l'aggiunta di un gran numero di bonus track su ciascuno, costituite soprattutto da lati B all'epoca non inclusi sui vari long playing, ma anche da altri brani usciti su singoli isolati, come Time (Clock of the Heart) e Love Is Love. In questo stesso periodo, esce un cofanetto quadruplo, che raccoglie l'opera omnia della band e del cantante come solista nei primi 3 CD, e presenta un quarto CD costituito da remix inediti di brani noti, meno noti o inediti. Di lì a poco, usciranno anche altre raccolte importanti, tra cui un nuovo Culture Club Greatest Hits e soprattutto Culture Club 2005 - Singles and Remixes, contenente, oltre ai singoli più famosi, una nutrita serie di nuovi remix, tutti inediti, tranne quello realizzato nel 1982 per il primissimo singolo White Boy e incluso anche come traccia di apertura sull'album di debutto Kissing to Be Clever.
A completamento della discografia, è da segnalare l'uscita di 3 DVD: il live alla Royal Albert Hall di Londra, realizzato per celebrare il ventennale di carriera del gruppo; la compilation di tutti i videoclip realizzati per i singoli, contenente anche un'intervista del periodo 1998-1999, nonché un incredibile bonus, rappresentato dall'intero concerto tenutosi all'Hammersmith Odeon, sempre a Londra, alla fine del 1983, già edito nel 1984 su VHS e intitolato A Kiss Across the Ocean ('un bacio attraverso l'oceano' - la videocassetta era stata originariamente realizzata per promuovere il gruppo in America); e il debutto dal vivo in Australia, Live in Sydney, del 1984, in cui si presenta uno spettacolo sotto molti aspetti simile a quello di A Kiss Across the Ocean.
Nel 2006, Jon e Mickey propongono una nuova reunion, ma Roy e George declinano l'offerta. Così, i due membri originari reclutano Phil Pickett, uno dei musicisti che facevano parte della formazione live della band, tra l'altro coautore di It's a Miracle e della storica Karma Chameleon, al posto di Hay, e organizzano un'audizione per cercare il sostituto di Boy George, che alla fine trovano in un giovane sconosciuto, tale Sam Butcher, dotato di una bella voce e di un'immagine strabiliante (il cantante sembra quasi una donna). La nuova formazione si esibisce in un concerto di presentazione, dopo di che i quattro si chiudono in studio per realizzare un nuovo album, anche se da allora non si è più saputo nulla. Secondo alcuni, il progetto sarebbe in stand-by, mentre secondo altri, sarebbe stato accantonato, soprattutto a causa delle reazioni negative di Roy e in particolare di Boy George.
Nel 2014, la band si ricostituisce e annuncia un tour e un nuovo album. Una nuova foto dei quattro membri viene postata sul sito ufficiale della band, insieme alla lista delle date di 11 concerti nel Regno Unito. Alison Moyet doveva essere ospite speciale dei concerti.
La band si trasferisce in Spagna per una sessione di registrazioni di due settimane. 18 nuovi brani vengono completati per un nuovo album prodotto da Youth (che aveva precedentemente lavorato con Paul McCartney, The Verve, e Embrace tra gli altri). Il nuovo album, intitolato Tribes, doveva uscire nei primi mesi del 2015 sotto l'etichetta di proprietà della band Different Man Music ma alla fine dell'anno l'album ancora non era uscito. Nel novembre 2014 esce però il singolo intitolato More Than Silence che avrebbe dovuto anticipare Tribes.
Il 19 luglio 2014, la band è tra i partecipanti ad un concerto di due ore al castello di Edimburgo, precedente la cerimonia di apertura dei Commonwealth Games a Glasgow. Hay non si esibisce con la band in quanto è in convalescenza dopo un intervento al ginocchio. La band suona due pezzi, "Do You Really Want To Hurt Me" e "Karma Chameleon".
A metà novembre 2014, due giorni prima dell'inizio del loro tour di 21 date negli Stati Uniti e nel Regno Unito, i Culture Club annunciano che devono cancellare il tour a causa di seri problemi alla gola di Boy George. Il tour cancellato avrebbe rappresentato il primo tour nella loro formazione originale dopo 12 anni. Il tour viene alla fine riprogrammato e inizia il 17 luglio 2015, vicino a Vancouver, in Canada. Un documentario televisivo, Boy George and Culture Club: Karma to Calamity, era andato in onda su BBC Four il 6 marzo 2015. Il programma documentava la reunion della band nel 2014 e la realizzazione del loro nuovo album in Spagna, fino all'annuncio della cancellazione del tour. Sulla base della popolarità del mini-tour del 2015, i membri originali dei Culture Club lanciano un tour estivo in 40 città nel 2016. Iniziando in Australia, e passando poi in Giappone e Stati Uniti, la band suona davanti a pubblici entusiasti composti da nuovi e vecchi fan che ricordano i loro inizi 35 anni prima.
Nel 2018 esce il nuovo lavoro del gruppo intitolato Life. Sulla copertina il nome della band appare come "Boy George and Culture Club"; da un'intervista rilasciata dal frontman, il motivo non andrebbe ricercato nel suo presunto egocentrismo, ma dal fatto che la maggiore notorietà del nome "Boy George", rispetto a quello del gruppo, avrebbe fatto da traino per le vendite del disco.

## Discografia

### Album in studio
- 1982 - Kissing to Be Clever
- 1983 - Colour by Numbers
- 1984 - Waking Up with the House on Fire
- 1986 - From Luxury to Heartache
- 1999 - Don't Mind If I Do
- 2018 - Life

### Raccolte
- 1987 - This Time - The First Four Years
- 1989 - The Best of Culture Club
- 1991 - Culture Club Collect - 12" Mixes Plus/Culture Club Remix Collection
- 1992 - Spin Dazzle - The Best of Boy George and Culture Club
- 1993 - At Worst... The Best of Boy George and Culture Club
- 1998 - Greatest Moments - VH1 Storytellers Live (doppio album: raccolta studio - concerto live)
- 2002 - Culture Club - Box Set (cofanetto 4 CD con grandi successi, lati B, brani minori, remix e 20 inediti)
- 2005 - Culture Club Greatest Hits
- 2005 - Culture Club 2005 - Singles and Remixes

### Singoli
- White Boy [30/4/1982]
- I'm Afraid of Me [25/06/1982]
- Do You Really Want to Hurt Me [3/9/1982]
- Mystery Boy [1982 pubblicato solo in Giappone]
- Time (Clock of the Heart) [5/11/1982]
- Church of the Poison Mind [1/4/1983]
- I'll Tumble 4 Ya [2/7/1983 pubblicato solo in America]
- Karma Chameleon [5/9/1983]
- Victims [28/11/1983]
- Miss me Blind [14/2/1984]
- It's a Miracle [12/3/1984]
- The War Song [24/9/1984]
- The Medal Song [19/11/1984]
- Don't Go Down That Street [1985 pubblicato solo in Giappone]
- Love Is Love [20/4/1985]
- Move Away [3/3/1986]
- God Thank You Woman [12/5/1986]
- Gusto Blusto [23/6/1986]
- I Just Wanna Be Loved [19/10/1998]
- Your Kisses Are Charity [12/7/1999]
- Cold Shoulder"/"Starman [8/11/1999]
- Let Somebody Love You [31/6/2018]

## Videografia

### VHS
- 1984 - A Kiss Across the Ocean
- 1987 - This Time - The First Four Years

### DVD
- 2002 - Culture Club Greatest Hits
- 2002 - Culture Club Live at the Royal Albert Hall 20th Anniversary Concert
- 2003 - Live in Sydney

## Spartiti
- Kissing to Be Clever più "Time (Clock of the Heart)" - 1982), Londra & Suffolk, West Central Printing Co. Ltd., distr. Music Sales Ltd.
- Colour by Numbers (1983), Londra & Suffolk, West Central Printing Co. Ltd., distr. Music Sales Ltd.
- Waking Up with the House on Fire (1984), Londra & Suffolk, West Central Printing Co. Ltd., distr. Music Sales Ltd.
- From Luxury to Heartache (1986), Virgin Music (Publishers) Ltd., distr. IMP-International Music Publications, Essex, Inghilterra
- Culture Club (10 grandi successi - 1987), Virgin Music (Publishers) Ltd., distr. IMP-International Music Publications, Essex, Inghilterra

## Curiosità
- Nel 1985 il brano Karma Chameleon viene utilizzato come colonna sonora di uno spot pubblicitario per la Vespa PX girato e prodotto da Carlo Vanzina.[2]